# Epifenomen
Epifenomen är ett sekundärt fenomen, bifenomen, som uppträder vid sidan av ett primärt fenomen.
Ofta finns ett orsakssamband mellan fenomenen: epifenomenet är en konsekvens av det primära fenomenet. Inom medicinen innebär epifenomen att det inte finns ett samband mellan två fenomen: ett epifenomen kan inträffa oberoende, och kallas enbart epifenomen därför att det inte är det primära fenomenet som studeras.